# CELALI
El CELALI (sigles del Centro de Lengua, Arte y Literatura Indígena) és una institució del Govern de l'Estat de Chiapas (Mèxic) fundada el 1997, i que té per objecte rescatar, valorar i difondre la cultura dels pobles indígenes de Chiapas. Les activitats d'aquesta institució inclouen: cursos de llengües indígenes, producció i publicació de llibres i material per a l'aprenentatge de les llengües indígenes de l'Estat, realització anual dels festivals "maia-zoque", conferències sobre temes al·lusius, concursos per despertar l'interès entre els joves indígenes de la seva pròpia llengua, exposicions pictòriques i escultòriques d'artistes natius, etc.